# Horný Tisovník
Horný Tisovník est un village de Slovaquie situé dans la région de Banská Bystrica.

## Histoire
Première mention écrite du village en 1573.

## Démographie

### Évolution de la population
| Année:               | 1994. | 2004.    | 2014.    | 2024.  |
| -------------------- | ----- | -------- | -------- | ------ |
| Nombre de personnes: | 325   | 243      | 200      | 189    |
| Différence:          |       | -25,23 % | -17,69 % | -5,5 % |

| Année:               | 2023. | 2024.   |
| -------------------- | ----- | ------- |
| Nombre de personnes: | 186   | 189     |
| Différence:          |       | +1,61 % |